# Protonemura macrura
Protonemura macrura är en bäcksländeart som först beskrevs av Aubert 1953.  Protonemura macrura ingår i släktet Protonemura och familjen kryssbäcksländor. Inga underarter finns listade i Catalogue of Life.